# Felipe de Castro

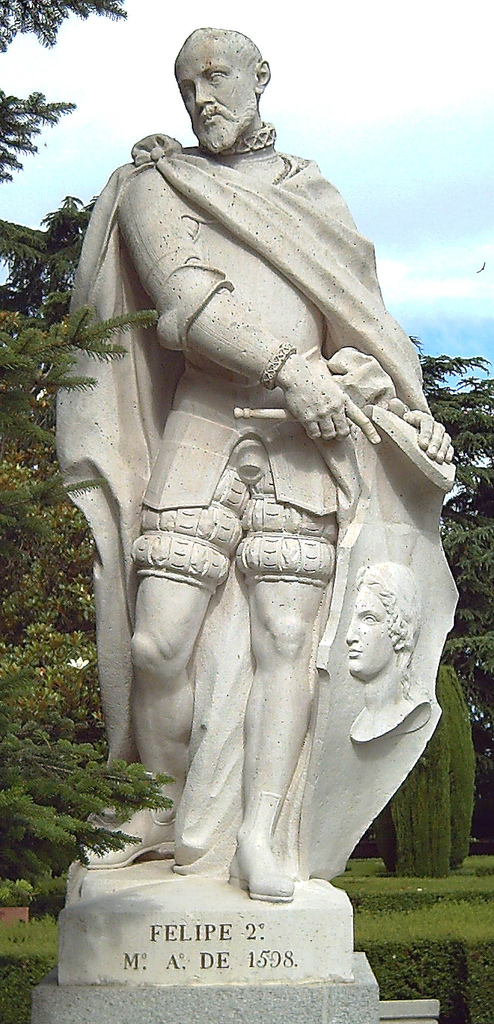
Estàtua de Felip II de Castella de Felipe de Castro (1750-1753)

Felipe de Castro (Noia, La Corunya, 1711 - Madrid, 1775) fou un escultor gallec i l'iniciador del Neoclassicisme a Espanya.

## Biografia
Després d'una llarga etapa de formació a Santiago de Compostel·la amb Miguel de Romay, Lisboa (1724) i Sevilla (1726, al taller de Pedro Duque Cornejo), es traslladà a Roma (1733), pensionat per Felip V d'Espanya, per completar-hi estudis. A Roma va col·laborar primer amb Giuseppe Rusconi (deixeble del famós escultor Camillo Rusconi) i després amb Filippo della Valle. Com a alumne de l'Accademia di San Luca de Roma, guanyarà el 1739 la primera medalla d'escultura i, més endavant, serà nomenat Acadèmic de Mèrit.
El 1747 Ferran VI d'Espanya el nomenà escultor de cambra i, d'aleshores ençà, tota la seua obra es desenvolupà en l'entorn reial. Les estàtues que va fer per al Palau Reial de Madrid (Adrià, Trajà, Teodosi, Ataülf i algunes altres) són un exemple cabdal del seu amanerat estil rococó. Els retrats, normalment d'una gran perfecció, palesen ja una certa evolució cap al classicisme: Ferran VI lliurant els estatuts de l'Acadèmia, bustos de Ferran VI i Bárbara de Braganza, etc. La fama que va tindre en vida li permeté ésser nomenat director d'escultura de la Reial Acadèmia de Belles Arts de San Fernando, on se'n conserven algunes creacions.

## Llegat
La intensa activitat docent i directiva duta a terme per Felipe de Castro li va impedir plasmar una àmplia obra escultòrica tot i que va tindre una llarga vida. Com cal esperar d'un artista amb la seua trajectòria, la seua escultura s'inscriu gairebé exclusivament sota l'epígraf d'art oficial o art cortesà i marca el punt d'inflexió cap al Neoclassicisme. Fou la imatge de l'artista culte que, a més d'ésser escultor i un excel·lent dibuixant, va ésser escriptor, poeta i professor acadèmic. Molt interessants per a conèixer la seua personalitat artística són els nombrosos dibuixos (tant de tema mitològic com religiós) que se'n conserven.